# Ragnar Rykkel
Ragnar Rykkel Haraldsson (n. 902), príncipe de Noruega en el siglo IX, hijo de Harald I y Svanhild Øysteinsdotter, hija de un jarl llamado Øystein (posiblemente Eystein Glumra).
La saga Heimskringla, escrita en Islandia hacia el siglo XIII por el escaldo Snorri Sturluson, menciona que Ragnar fue monarca del reino de Hedmark y de Gudbrandsdal. Ragnar fue padre de una hija llamada Agner.